# Boat of Garten

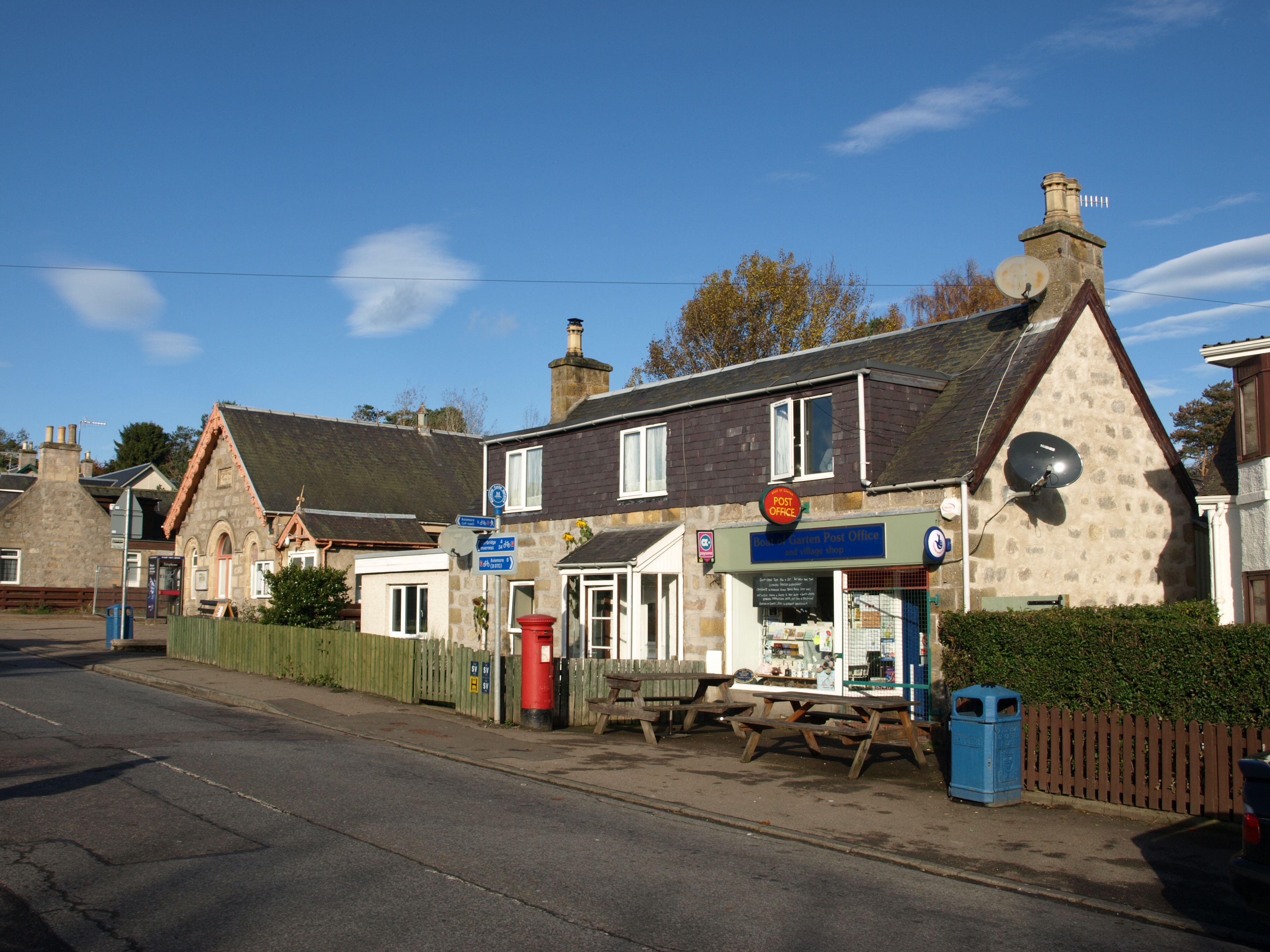
Laden im Ort

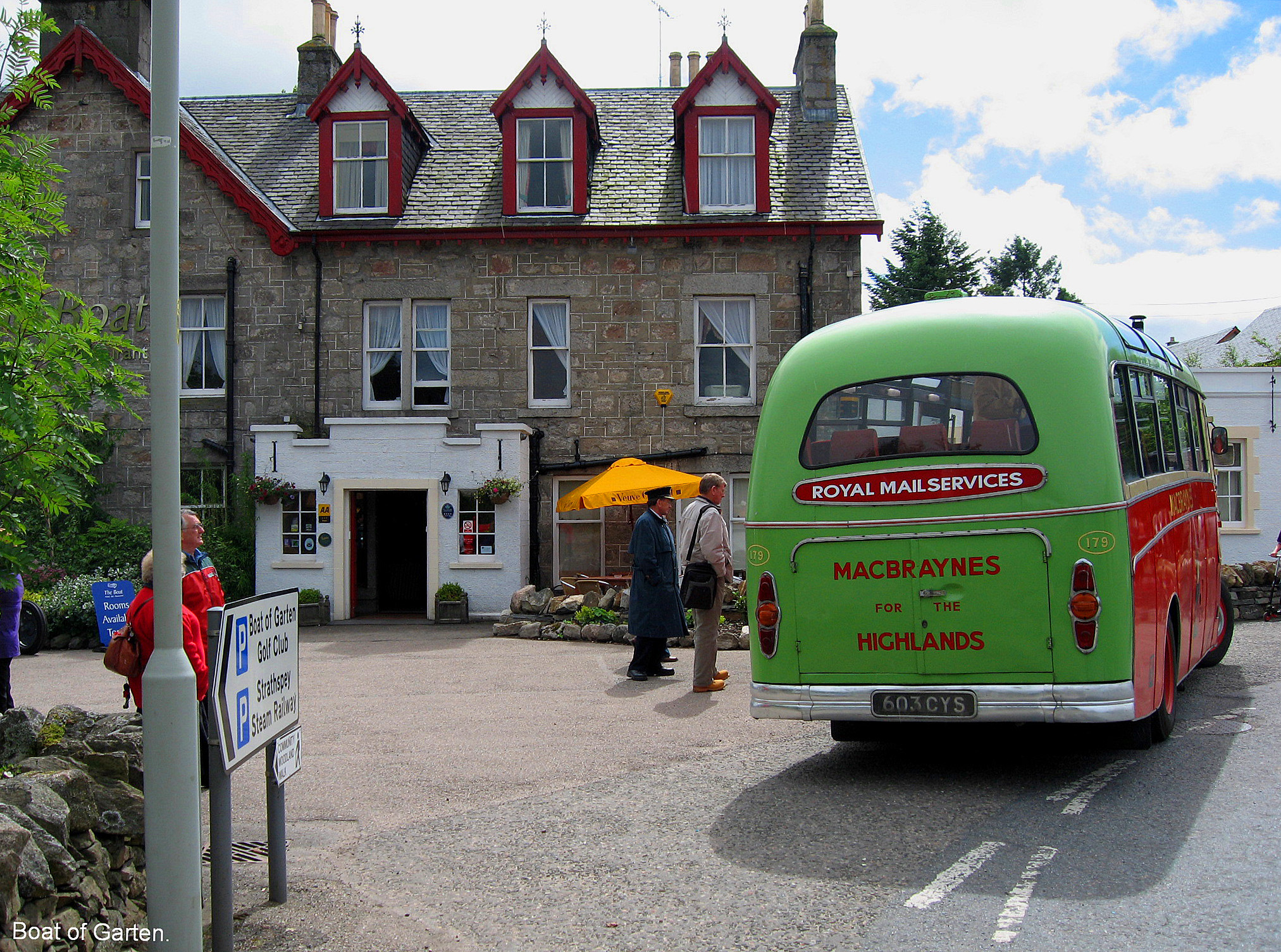
Hotel des Ortes

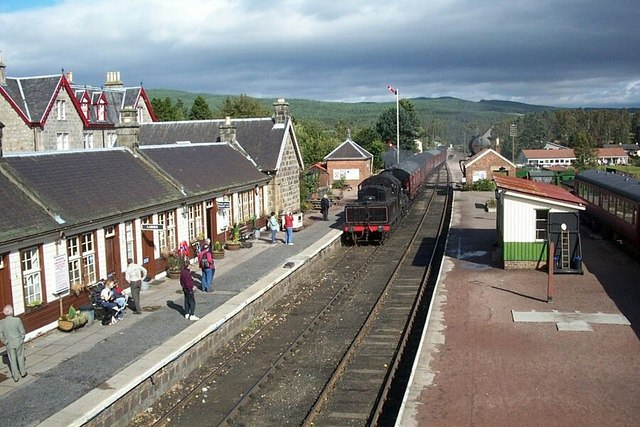
Bahnhof des Ortes

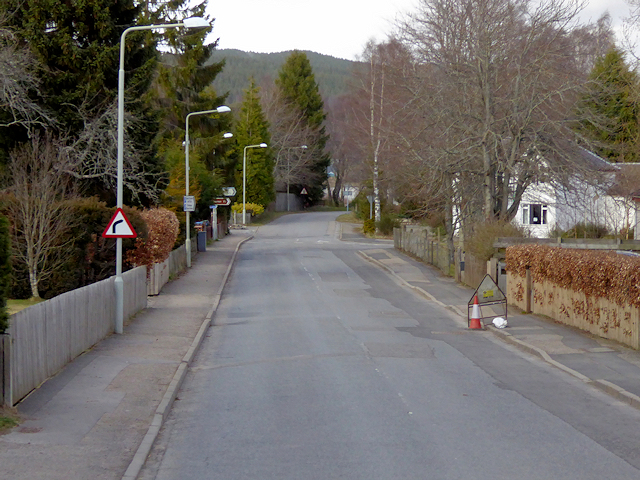
Durchgangsstraße des Ortes

Boat of Garten ist eine Ortschaft, die südöstlich von Inverness in der Region Highland im Norden von Schottland liegt. Im Rahmen der historischen Gliederung Schottlands in Civil Parishes zählt es zu Duthil and Rothiemurchus, das zu Inverness-shire gehörte. Seit Ende der 1990er Jahre bildet es, unter seinem Namen, eine eigene Gemeinde (Community Council Area).

## Geographie
Boat of Garten liegt am westlichen, linken Ufer des Flusses Spey. Es wird daher zum Tal Strathspey gezählt. Eine Fähre, die über den Fluss führte, verband den Ort mit dem Waldgebiet Abernethy Forest sowie dem hierin gelegenen See Loch Garten. Sie wurde 1899 durch eine Brücke ersetzt.

## Verkehr
Verkehrstechnisch zu erreichen ist Boat of Garten über die im Nordwesten von Aviemore von Grantown-on-Spey vorbeiführende A95. Einen Bahnanschluss erhielt der Ort 1863 mit Eröffnung einer von Forres nach Dunkeld führenden Strecke der Inverness and Perth Junction Railway. Hinzu kam drei Jahre später ein Abzweig, den die Great North of Scotland Railway errichtete und der über Nethy Bridge nach Craigellachie führte. Der Personenverkehr wurde 1965 eingestellt.
Wenige Jahre später begannen Planungen zur Errichtung einer Museumseisenbahn, die in Form der Strathspey Railway umgesetzt wurden und deren Zentrum Boat of Garten wurde.

## Wirtschaft
Wirtschaftlich von Bedeutung für den Ort ist die holzverarbeitende Industrie, eine Sägemühle im Norden bildet hier den bedeutendsten Arbeitgeber. Bereits 1898 wurde von Interessierten ein Golfplatz errichtet. Im Ort finden Touristen einen Campingplatz. Letzteren dient der hindurchführendende Fernwanderweg Speyside Way. Vermarktet wird Boat of Garten als Osprey Village. Ein Osprey ist die englische Bezeichnung für einen Fischadler. Sie finden sich insbesondere im Naturschutzgebiet, das sich rund um den Loch Garten erstreckt.

## Historisch Bedeutsames
Unter Denkmalschutz steht im Ort der Bahnhof. Hinzu kommt das etwa einen Kilometer weiter nördlich gelegene Tom Pitlac, eine ehemalige Motte, die nur noch archäologisch nachweisbar ist.